# Antti Ruuskanen
Antti Ruuskanen (ur. 21 lutego 1984 w Pielavesi) – fiński lekkoatleta specjalizujący się w rzucie oszczepem.
Pierwszym sukcesem oszczepnika był brązowy medal, który zdobył w roku 2003 podczas mistrzostw Europy juniorów. Dwa lata później wywalczył srebro młodzieżowych mistrzostw Europy przegrywając tylko z Polakiem Igorem Janikiem. Szósty zawodnik mistrzostw świata w Berlinie (2009) oraz dziewiąty mistrzostw z Daegu (2011). Od 2010 roku jego trenerem jest Aki Parviainen. Podczas igrzysk olimpijskich w Londynie, w sierpniu 2012, zdobył srebrny medal (po dyskwalifikacji Ołeksandra Pjatnyci). Finalista mistrzostw świata (2013). Złoty medalista mistrzostw Europy w Zurychu (2014) oraz brązowy z Amsterdamu (2016).
Trzykrotny złoty medalista mistrzostw Finlandii, reprezentant kraju w zawodach Finnkampen oraz dwukrotny medalista młodzieżowych mistrzostw krajów nordyckich (2004 i 2006).
Rekord życiowy: 88,98 (2 sierpnia 2015, Pori).

## Osiągnięcia
| Rok  | Impreza                              | Miejsce        | Lokata            | Wynik |
| ---- | ------------------------------------ | -------------- | ----------------- | ----- |
| 2003 | Mistrzostwa Europy juniorów          | Tampere        | 3. miejsce        | 72,82 |
| 2004 | Zimowy puchar Europy w rzutach       | Marsa          | 13. miejsce       | 72,29 |
| 2005 | Młodzieżowe mistrzostwa Europy       | Erfurt         | 2. miejsce        | 76,82 |
| 2009 | Mistrzostwa świata                   | Berlin         | 6. miejsce        | 81,87 |
| 2011 | Mistrzostwa świata                   | Daegu          | 9. miejsce        | 79,46 |
| 2012 | Igrzyska olimpijskie                 | Londyn         | 2. miejsce        | 84,12 |
| 2013 | Mistrzostwa świata                   | Moskwa         | 5. miejsce        | 81,44 |
| 2014 | I liga drużynowych mistrzostw Europy | Tallinn        | 1. miejsce        | 79,62 |
| 2014 | Mistrzostwa Europy                   | Zurych         | 1. miejsce        | 88,01 |
| 2014 | Puchar interkontynentalny            | Marrakesz      | 8. miejsce        | 77,78 |
| 2015 | Mistrzostwa świata                   | Pekin          | 5. miejsce        | 87,12 |
| 2016 | Mistrzostwa Europy                   | Amsterdam      | 3. miejsce        | 82,44 |
| 2016 | Igrzyska olimpijskie                 | Rio de Janeiro | 6. miejsce        | 83,05 |
| 2018 | Mistrzostwa Europy                   | Berlin         | 6. miejsce        | 81,70 |
| 2019 | Mistrzostwa świata                   | Doha           | el. – 28. miejsce | 75,05 |